# Electrolux addisoni
Electrolux addisoni  ist eine Rochenart aus der Familie der Schläferrochen (Narkidae) und der einzige Vertreter der Gattung Electrolux. Die Rochenart kommt an der Südostküste Südafrikas vor.

## Merkmale
Electrolux addisoni  wird etwa 50 Zentimeter lang und kann ein Gewicht von 1,8 kg erreichen. Die Körperscheibe ist breit und annähernd rund, der Schwanz ist breit und abgeflacht mit breiten Hautfalten an den Seiten. Die Schnauze (die Region vor den Augen) ist sehr kurz. Die Augen und die von einem niedrigen Papillenrand umgebenen Spritzlöcher stehen nah zusammen. Jeder Papillenrand besteht aus 5 bis 6 langen, steifen Papillen und 2 bis 3 kurzen und weichen Papillen. Die Spritzlöcher sind etwas länger als die Augen. Die Nasenöffnungen sind rund und von einem Hautkranz umgeben. Nasenöffnungen und Maul stehen auf der Unterseite leicht hervor. Die Zähne sind klein, dreieckig mit breiter Basis und im Oberkiefer in 15 bis 16 Reihen angeordnet. Die Labialfalten und Labialfurchen sind kurz. Die Klaspern der ausgewachsenen Männchen sind kurz und flach und ragen nicht über die breiten Bauchflossen hinaus. Die beiden auf dem Schwanz sitzenden Rückenflossen sind fast gleich groß (die zweite ein wenig kleiner) und an ihrem Ende abgerundet. Die Schwanzflosse ist abgerundet oder schließt gerade ab. Auf der Rückenseite sind die Fische dunkelbraun oder grünbraun gefärbt, und mit zahlreichen hellen, kleinen Flecken und Linien gemustert. Die Flecken sind für gewöhnlich kleiner als der Augendurchmesser. Eine ähnliche Färbung weist der äußere Rand der Unterseite auf, die ansonsten cremeweiß gefärbt ist.

## Lebensweise
Electrolux addisoni lebt küstennah auf Sand- und Geröllböden auf dem Kontinentalschelf in Tiefen von 2 bis 50 Metern. Die Rochenart ernährt sich von kleinen, garnelenartigen Krebstieren und Borstenwürmern und gilt als ungefährdet.